# ۱۳۳۴ (قمری)
۱۳۳۴ (قمری)، هزار و سیصد و سی و چهارمین سال در گاهشماری هجری قمری است. اول محرم این سال برابر با نهم نوامبر سال ۱۹۱۵ میلادی است.

## رویدادها
۱۹ صفر - مقاومت مردمی ایرانیان در برابر روس ها موسوم به نبرد رباط‌کریم به فرماندهی حیدر لطیفیان در جریان اشغال ایران در جنگ جهانی اول

## زادگان
آیت الله محمد تقی بهجت فومنی
مصلح الدین مهدوی

## درگذشتگان
- آقا حسینقلی فراهانی: از نوازندگان بزرگ تار در اواخر دورهٔ قاجار.

۱۹ صفر - حیدر لطیفیان، آزادی خواه و از رهبران مقاومت مردمی ایرانیان در برابر روس ها و فرمانده نبرد رباط‌کریم در جریان اشغال ایران در جنگ جهانی اول

## وابسته
- احمد کسروی
- سید حسن مدرس
- اسماعیل مرزبان
- حسن مصطفوی